# کیدی مک‌کلین
کیدی مک‌کِلِین (انگلیسی: Cady McClain؛ زادهٔ ۱۳ اکتبر ۱۹۶۹) بازیگر اهل ایالات متحده آمریکا است که برندۀ چند جایزۀ امی شده است.
از فیلم‌ها یا مجموعه‌های تلویزیونی که وی در آن‌ها نقش داشته است، می‌توان به سال دلخواه من و قانون و نظم: واحد قربانیان ویژه اشاره نمود.